# 千葉中央バス
千葉中央バス株式会社（ちばちゅうおうバス、英: Chiba Chuo Bus Co.,LTD.、略称：千葉中央、中央バス）は、かつて存在した千葉市緑区に本社を置いていた京成グループのバス事業者。京成電鉄の完全子会社であった。千葉市や市原市北部の郊外住宅路線を主力として路線バスを運行していたほか、高速バス・貸切バスの運行、千葉市コミュニティバスやいすみ市デマンド交通 の運行受託などを行っていた。また、千葉市中央区や市川市・茂原市にて不動産賃貸業も営んでいた。

## 概要
路線バスの営業エリアは千葉駅から大網駅にかけてのJR外房線沿線を中心に、千葉市若葉区・市原市にも路線が乗り入れており、運行範囲は千葉市中央区・緑区・若葉区、市原市、大網白里市の3市3区に及ぶ。JR外房線と並行する大網街道にも多数の路線を走らせており、大網街道と外房線を東西方向の中心軸とし、そこから南北に放射状に路線が広がっている。
千葉市周辺が東京都心部のベッドタウンとして開発が進むとともに、千葉市・市原市のニュータウンであるおゆみ野・ちはら台（日本住宅公団）、あすみが丘（東急不動産）などへ路線を広げていった。
1990年代末以降は道路網の充実により、各エリアから羽田空港へ向かう空港連絡バス、千葉駅から房総半島（鴨川市）方面に向かう高速バス路線にも力を入れている。
2025年4月1日には京成グループにおけるバス事業の再編により、千葉交通・成田空港交通・千葉内陸バス・ちばフラワーバス・ちばシティバス・ちばグリーンバスと統合され、京成電鉄バスホールディングス傘下の京成バス千葉イーストとなった。

## 沿革

### 木嶋義夫と千葉郊外自動車
千葉中央バスの前身は、千葉県議会議員（のち参議院議員）・木島義夫らによって設立された千葉郊外自動車という会社である。路線の歴史は、木嶋個人が大正時代末期から誉田を起点に、南の瀬又（現在の市原市）方面と西の野田（千葉市緑区誉田町一丁目の野田十文字付近）に向けて運行していた2つの路線に始まる。
木嶋はその後、積極的に路線の拡張を進め、昭和初期に誉田 - 野田線を鎌取へと延長したのち、1934年に本千葉駅（現在の千葉中央駅の場所）への乗り入れを開始する。これには路線の重複する千葉市街自動車（京成バス千葉市街路線の前身）から大きな反発があったが、それを押し切っての延長であった。一方、瀬又側は、木嶋の郷里である国府里（現在の長柄町）を経て茂原方面に伸びていくこととなり、1935年に本千葉 - 誉田 - 東国吉 - 茂原という直通運転が開始された。これとともに同年、木嶋らによって千葉郊外自動車が設立され、以後同社の経営となった。千葉郊外自動車はこのほかにも、1939年の時点で潤井戸周辺、土気 - 大網間でも運行していたことが『千葉県史』 に記されている。
1944年には戦時下の交通統制の流れの中で、小湊鉄道バス部の前身である袖ヶ浦自動車に統合されることとなっていたが、直前に回避され独立経営が維持された。

### 戦後の復旧と東洋交通
本千葉駅を起点に運行していた千葉郊外自動車であったが、1948年から千葉駅を発着できるようになった。その後、昭和20年代半ば頃までに、宅地化の進んだ蘇我駅東側の白旗地区への乗り入れ（千葉駅 - 星久喜台 - 今井町（現・白旗）線）、茂原から上市場・国吉方面（正確な終点が不明）路線の開通、千葉 - 大網間の直通運転を開始するなどし、さらに千葉 - 茂原間の運行も復旧した。
新規区間の開通や休止路線の復旧だけでなく、千葉駅を発着できるようになったこと、市街地が仁戸名・白旗方面にも拡大したことを背景に、千葉市側での運行回数が増えることとなった。こうしたことを受け、千葉郊外自動車は1953年に千葉市の中心部に近い長洲に本社を移転して社名を東洋交通に改めた。

### 千葉市側での路線拡大
長洲に本拠ができたことで千葉市側での路線拡張が急速に進んだ。昭和20年代末から昭和30年代初頭にかけていずれも千葉駅を起点に、下総療養所線、今井町（白旗）経由の川鉄線、大宮町方面に至る坊谷津線、大巌寺・大森方面へ運行する大巌寺線、辺田を経て平山に至る平山終点線、鎌取の都職員保養施設に至る生浜荘線が開通した。
一方、本線の大網街道上では、この時期千葉駅 - 千葉寺、千葉駅 - 松ヶ丘、千葉駅 - 療養所（現・千葉東病院）など、比較的短距離で折り返す便が多かった。
また時期不明だが、誉田駅から高田方面、および誉田駅・土気駅から中野方面に向かう線も開通し、最盛期にはそれぞれ野呂、本郷台まで足を伸ばしていた。前述の坊谷津線と平山（終点）線も、のちに宮田まで延長運行されている。このように、この時代には大網街道側から東金街道に至り、京成の停留所と接する路線が複数存在した。

### 大宮団地乗り入れと京成グループ加入
1963年には大宮団地（現：千葉市若葉区）の入居が本格的に始まった。これを受け、東洋交通は大網街道経由で千葉駅 - 大宮団地間の輸送を開始したが、団地の人口は予想を上回るペースで増え、入居開始数年で輸送量が限界に達したため、1966年には京成電鉄（現：京成バス）と共同で団地の北側を走る東金街道経由の新路線を開設した。
この時期に東洋交通は当時東京都北区に本社を置いていた東都自動車グループの傘下にあった。当時、東都自動車の社長であった宮本市郎（現会長）が木嶋から買収したもので、その後、親交のあった小佐野賢治（国際興業創業者）の仲介で、東洋交通を京成グループに売却したことを東都自動車の社史に記している。廃止された旧本社営業所や誉田営業所の改築、鎌取車庫の用地買収などは宮本が手がけたものである。1969年に京成電鉄の子会社となると、大宮団地のバス輸送は東洋交通に全面移管されることになり、京成の坊谷津線（千城局経由）も譲渡のうえ大宮団地へ延長された。こうして現行路線の基礎となる3系統のネットワークができあがった。
また昭和30年代末から40年代にかけて、向台線（千葉駅 - 末広街道 - 向台）、松ヶ丘線（千葉駅 - 矢作 - 蘇我駅東口）、市役所線（千葉駅 - 市役所）なども運行を開始し、小湊鉄道との競合や共同運行が増えるようになった。
大網街道上ではこの頃、千葉駅 - 療養所などの短距離系統が整理され、新たに千葉駅 - 鎌取車庫（現：鎌取インター）系統が運行を開始している。また、千葉郊外自動車時代から続いた千葉駅 - 茂原駅線は1971年限りで直通運行を終了し、誉田駅 - 茂原駅間に短縮された。

### 千葉中央バスの成立と郊外住宅路線

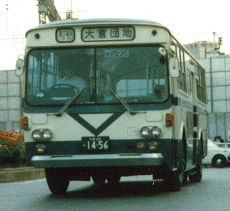
1970年代から1980年代頃に使用された車両（いすゞ・BU）

1974年、東洋交通は同じ京成系列のブルーバス（水郷観光交通の貸切部門）と合併し、千葉中央バスとなった。
昭和50年代に入ると、現在の千葉市緑区の各地で新しい住宅地の造成が相次いだ。これに伴いまずは大椎台団地への乗り入れが行われ、続いて1980年頃に千葉東角栄団地（現：越智はなみずき台）、1984年に千葉・市原ニュータウン（おゆみ野）、1988年にあすみが丘への路線がそれぞれ開設された。
平成に入ってからも団地路線の拡張が続き、1989年には京成電鉄と共同で都賀線（都賀駅 - 大宮市民の森）が、1990年には小湊鉄道と共同で八幡原団地線（茂原駅 - 八幡原団地）が新設されている。また、緑区側のニュータウン路線は宅地造成の進行に応じて順次延長され、千葉・市原ニュータウン線はちはら台へ、あすみが丘線はあすみが丘南方面へ運行されるようになった。

### 路線の再編成
一方、外房線の本数が増加したことで、これと競合する大網街道の路線では乗客の鉄道への転移が起こり、特に千葉駅からの通し利用者が減少した。これに伴い路線の再編成を実施し、平山線、千葉・市原ニュータウン線のほとんどは鎌取駅、角栄団地線は誉田駅起点に変更、千葉 - 大網間の直通運転は土休日の1往復を残して運行終了した。
市街地側では、JR京葉線の開通で蘇我駅の利用価値が上がり、さらに1992年には千葉急行線（現在の京成千原線）が開通したため、千葉駅だけでなくこれらの鉄道に接続する路線の必要性が高まった。これとともに、大森台駅周辺や蘇我駅に近い白旗地区では千葉駅に接続するバスの利用者が減少した。一方、青葉の森公園周辺に住宅地の造成が進み、新たな需要も生まれてきた。
こうしたことから、1990年に蘇我鎌取線（蘇我駅 - 鎌取車庫）が開設され、大網街道と蘇我駅との連絡が強化された。また1999年には、大学線（蘇我駅 - 千葉寺駅 - 大学病院）が開通し、青葉の森周辺への乗り入れを開始した。一方、向台線は2001年限りで廃止され、代替として花輪線を末広街道経由で運行することとなった。また、かつては千葉営業所の主力路線だった白旗線も2004年に大幅減便となり、同時に新設された青葉の森公園線（千葉駅 - 博物館・文化ホール）に余剰車両が振り向けられた。
千葉郊外自動車以来の区間である誉田駅 - 茂原駅間では、過疎化による利用者の減少で運行維持が困難となった。このため1996年に市原市の郡境で系統を分割し、さらに1999年限りで郡境以南を休止している。なお、この1999年の改正では、茂原営業所管内で大幅な整理が行われ、茂原周辺の路線は上市場線だけとなった。
大宮団地では住民の高齢化が進んでおり、北大宮台線の新設や千城局経由の経路変更によるサービス改善で利用者の維持に努めている。また1999年以降、房総方面や羽田空港への高速バス路線の新設が相次いでいる。2009年3月19日には千葉営業所管内の路線においてPASMOが導入された。

## 本社・営業所

### 所在地
- 本社 - 千葉県千葉市緑区鎌取町273-4

旧・鎌取車庫。千葉県道67号生実本納線鎌取ICそば。
- 貸切千葉営業所 - 本社併設。貸切バス専用の営業所。
- 乗合千葉営業所 - 千葉県千葉市緑区辺田町2-6。

現・京成バス千葉イースト千葉南営業所。
鎌取駅近く。担当路線は下記以外の路線全線。
- 大野台営業所 - 千葉県千葉市緑区大野台1-6-18

緑の森工業団地（緑区大木戸町）内にある。現・京成バス千葉イースト大野台営業所。
担当路線：あすみが丘線・あすみが丘東線・土気工業団地線・工業団地東線・越智はなみずき台線（千葉営業所と共管）
- いすみ営業所 - 千葉県いすみ市苅谷278-1（予約センター併設）

現・京成バス千葉イーストいすみ営業所。
担当路線：いすみ市市民のりあいタクシー

### 本社所在地・営業所の変遷
かつては、本千葉駅に程近い千葉市中央区長洲に本社があり、現在の長洲二丁目停留所が「千葉中央バス本社前」という名称であった 。旧本社跡地には京成グループの商業施設「リブレ京成 ミナーレ本千葉」が建設された。
過去の営業所は、本社併設の千葉営業所、緑区誉田町三丁目の誉田営業所、茂原営業所の3か所で、他に鎌取車庫があった。
2009年1月19日、本社および貸切千葉営業所を鎌取車庫の場所に移転し、千葉営業所と誉田営業所を統合した上で現在地へ移転し「乗合千葉営業所」を新設した。これにより千葉中央バス創業の地である誉田からは営業所が消滅した。また、東京都内にも貸切足立営業所があったが廃止された。
同2009年4月1日、茂原駅を発着する上市場線が廃止されたことを受け、茂原営業所も廃止となり、乗合バスの路線はすべて千葉営業所に集約された。
営業所統廃合前の担当路線は以下のとおりであった。
- 千葉営業所（旧） - 大網線を除く千葉駅発着路線、都賀線・蘇我鎌取線・大学線、ちはら台線の一部
- 誉田営業所 - 都賀線を除く鎌取駅 - 大網駅間の各駅発着路線、吉野谷線（リハビリ線・ちはら台線は両営業所の共管）
- 茂原営業所 - 上市場線・羽田線

翌2010年9月10日、土気駅を起終点とする路線を集約した「大野台営業所」が新設された。

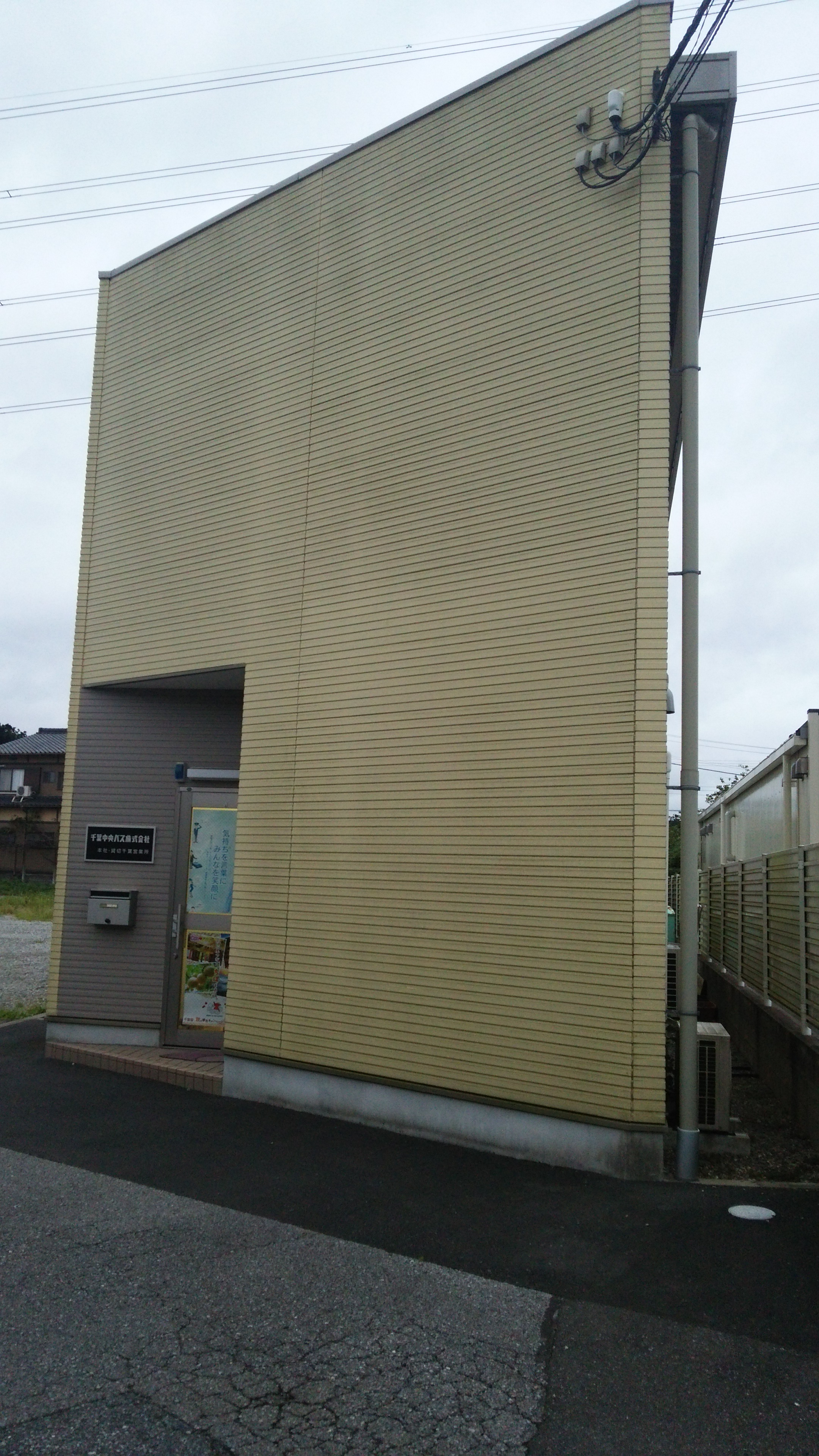
本社ビル外観（新本社）
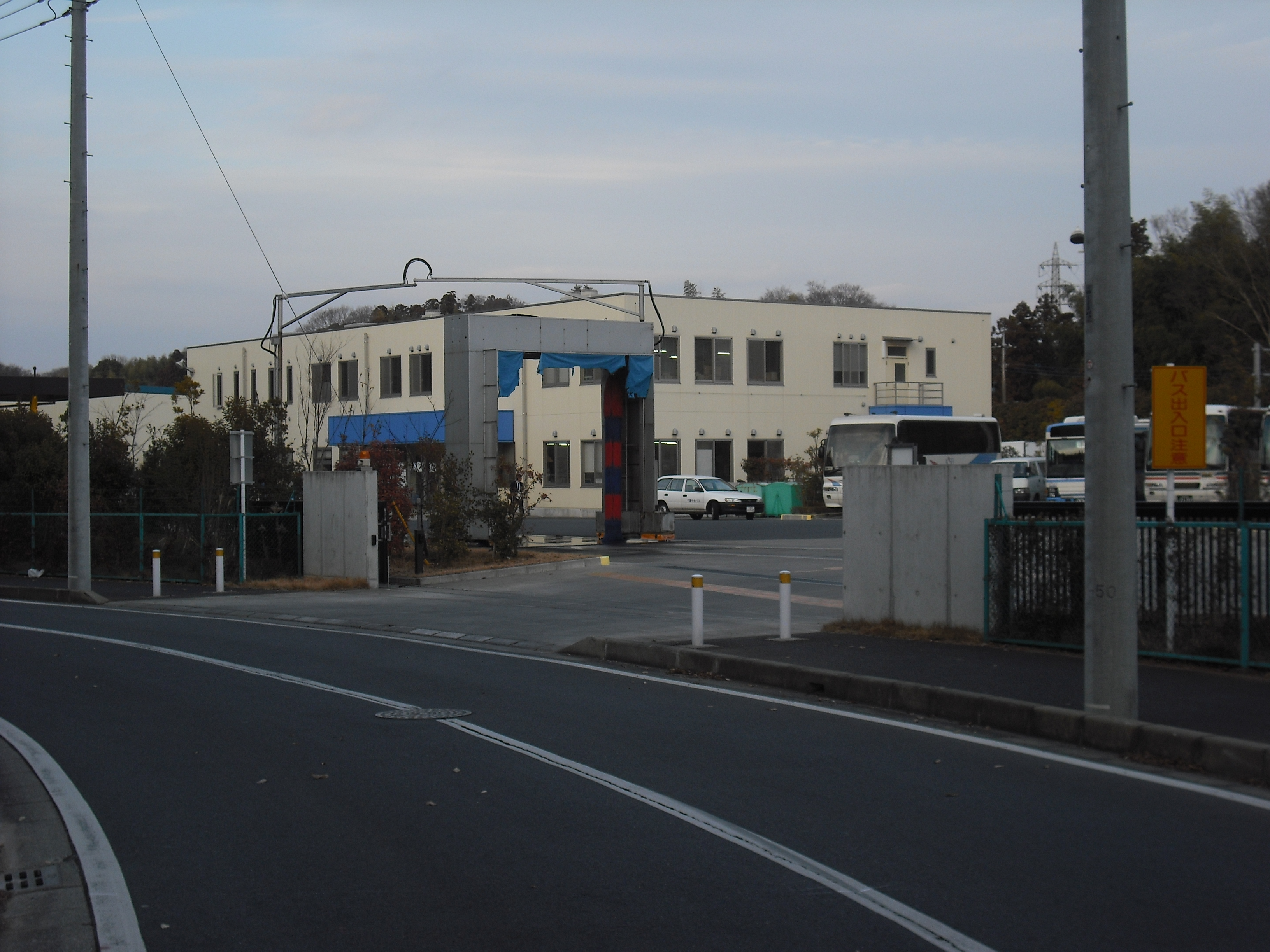
乗合千葉営業所（新：千葉営業所※現・千葉南営業所）
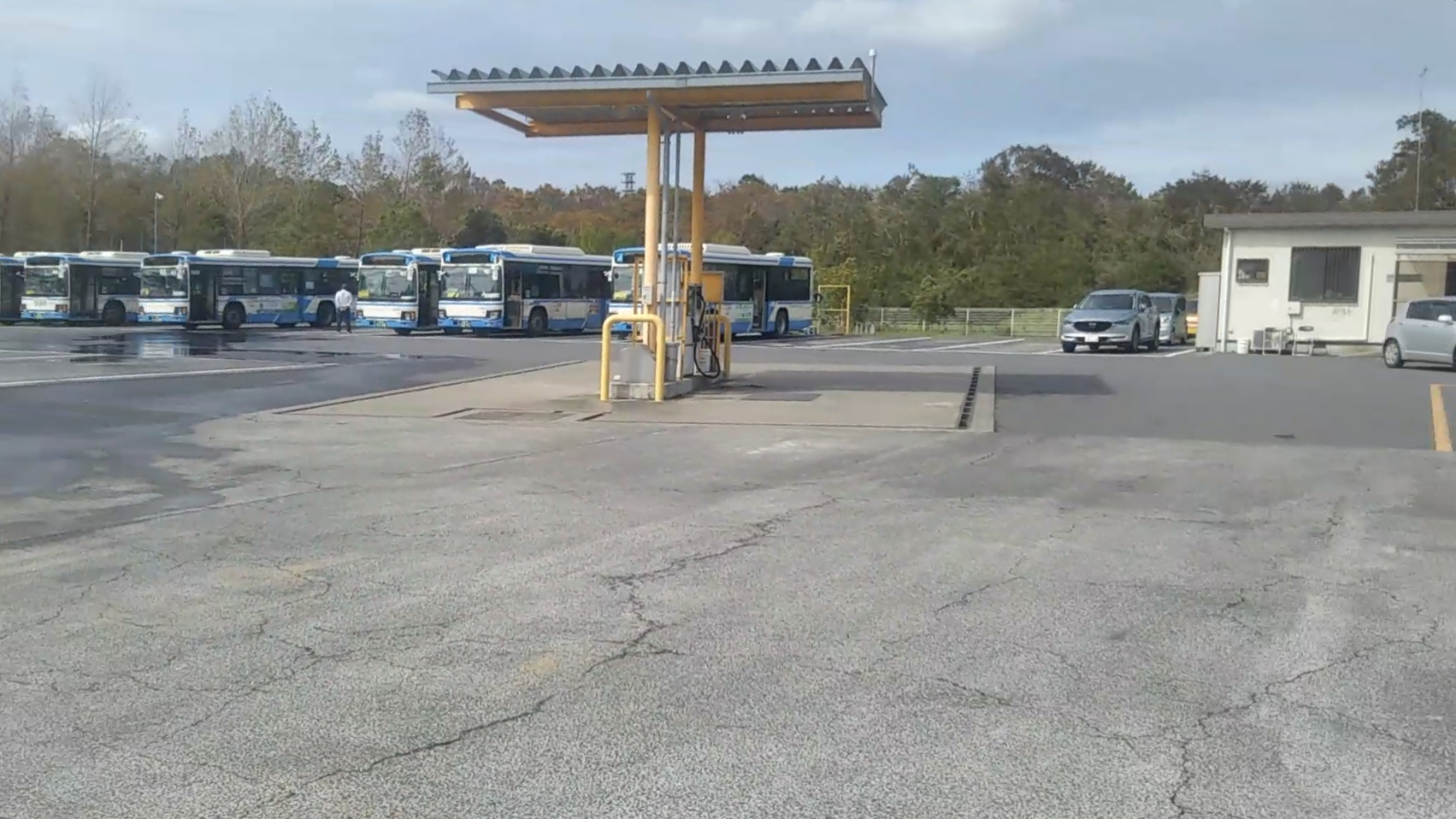
大野台営業所（2010年9月10日新設）
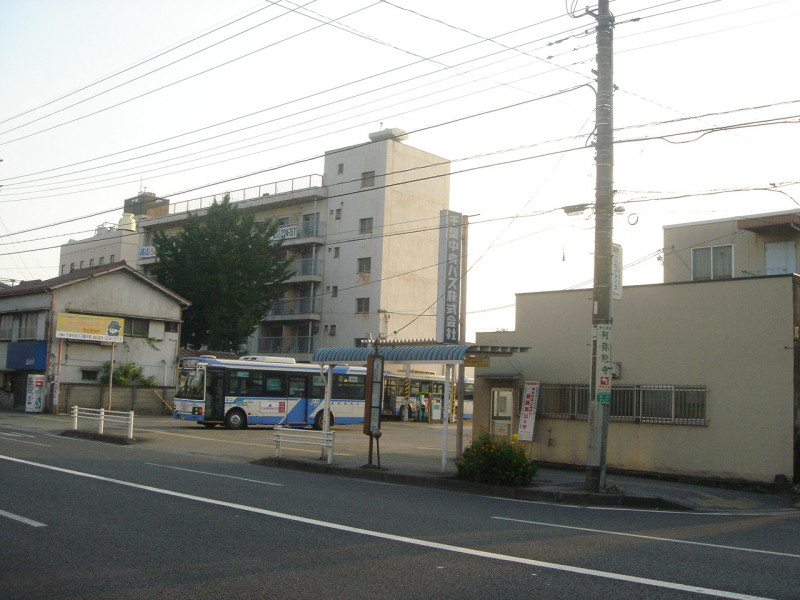
旧本社および千葉営業所
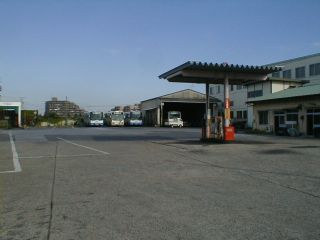
廃止された誉田営業所

## 現行一般路線
京成バス千葉イースト千葉南営業所を参照。

## 主な廃止路線

### 一般路線バス

#### 向台線
- 千葉駅 - 県庁 - 末広町中央 - 富士見台 - 白旗 - 向台 - 大森台駅

向台線は、1960年代に国鉄千葉駅から末広街道を経由して向台に至る路線として開通した。小湊鉄道の千葉駅 - 白旗線、同 - 厚生年金センター線と同じようなルートを走る路線であった。千葉急行電鉄の開業時に大森台駅まで延伸されたが、同鉄道開業による客離れの影響などから、2001年5月16日に廃止された。この路線の廃止後は、赤井花輪線の花輪発着便をルート変更することで、末広街道上の運行を維持している。

#### 上市場線
- 茂原駅 - 早野新田 - 七井土 - 駒込 - 上市場
- 茂原駅 - 日立正門 - 七井土 - 駒込 - 上市場

上市場線は、茂原営業所が唯一最後まで運行していた一般路線であり、茂原駅から県道茂原夷隅線を南下し、睦沢町の上市場までおよそ8kmを結んでいた。沿線は人口の多い地域ではないものの、企業の工場がいくつか点在しており通勤者の足ともなっていた。通勤時間帯の1便のみが日立ディスプレイズ茂原事業所（旧・日立製作所茂原工場、現・ジャパンディスプレイ茂原工場）の前を経由していたが、これはもともと茂原駅 - 日立正門 - 双葉電子（以前は日立寮まで）として独立していた路線を統合したものである。
茂原から国鉄木原線（現・いすみ鉄道）にかけての一帯は、大正末期から昭和初期にかけて、いくつもの事業者による乗合自動車路線が入り乱れていた。これらは戦時の事業統合により、袖ヶ浦自動車（小湊鉄道バス部の前身）に統合されたが、戦後になって千葉郊外自動車や都自動車によって、その間を縫っていくつかの路線が開設された。この上市場線の原型となる路線については、睦沢町史に1951年の開通と記されているが、「茂原夷隅線に東洋バスが走った」（正確には千葉郊外自動車当時のこと）とあるだけで、詳しいルートや終点は不明である。「茂原市史」によれば、1966年頃には、国吉経由で大多喜まで路線が通じており、松丸で分岐して桑田に至る線もあったようである。
その後、茂原駅 - 国吉（実際の終点は国吉駅東側の苅谷橋）となったのち、1999年2月の改正で利用者の少ない上市場以南が休止され、線名も国吉線から上市場線となった。これにより、国吉から茂原へのバスがなくなってしまったため、ルートは異なるが、いすみ市が主体となって「いすみシャトルバス」を増田橋 - 茂原駅間に走らせている（小湊鉄道が受託）。
上市場線は、2009年4月1日に全線が廃止され、これにより、1935年の千葉郊外自動車設立時から営業していた千葉中央バスの茂原駅発着路線はすべて廃止となった。代替路線として、同日より小湊鉄道が平日に限って茂原駅 - 上市場間の運行を開始した。

#### 矢作線（千葉大学病院線）
- 千葉大学病院 - 市立青葉病院 - 星久喜小径 - 川戸都苑 - 川戸東 - 大宮団地
  - 2013年（平成25年）8月8日：運行開始
  - 2014年（平成26年）9月12日：運行終了

この路線はちばシティバスとの共同運行で、平日のみ1日2往復運行されていた。
従前は、大宮団地から千葉大学病院や市立青葉病院方面まで路線バスのみを用いる場合、中央二丁目またはJR千葉駅を経由し、大きく迂回し乗り継がなければならなかったが、この路線の運行開始によって乗り換えることなく直接移動できるようになった。
しかし、利用客数は伸びることはなく、1年あまりで廃止となった

。
なお、この路線の運行開始にあたり、「大宮団地 - 川戸東」間は千葉中央バスの川戸線の停留所を使用し、「川戸都苑 - 千葉大学病院」間は、ちばシティバスの星久喜線の停留所を使用する事となったが、両事業者共に、「川戸都苑」の隣の停留所名が「川戸」停留所となる事案が発生し、混同を避ける為、千葉中央バス側の停留所名は「川戸東」停留所へ、ちばシティバス側の停留所名は「川戸西」停留所へと改称を行ったが、路線廃止後は両事業者とも、元の「川戸」停留所へと再改称を行なっている。

#### 潤井戸線、ちはら台南線
- 誉田駅 - 瀬又倉庫 - 番場 - 市津支所 - 潤井戸（潤井戸線）
- 誉田駅 - 瀬又倉庫 - 市東第一小学校 - 番場 - 市津支所 - 潤井戸（潤井戸線、通学時間帯のみ）
- 誉田駅 - 瀬又倉庫 - ちはら台東1丁目 - ちはら台南3丁目 - スーパービバホーム - 潤井戸（ちはら台南線）

潤井戸線は、誉田駅から茂原街道上の潤井戸に至る路線である。沿線の市東第一小学校の通学路線としても利用されており、通学時間帯に学校の正門前まで乗り入れる便がある。誉田発のローカル線の中では、比較的住居の多いところを走っており、戦前にも千葉郊外自動車が潤井戸を終点とする路線を運行していたとの記録がある。現在、潤井戸の終点は茂原街道のバイパス上にあり、折返場は人目につかない林の中にひっそりと設けられている。
2010年12月20日に瀬又三叉路  -  向井間でちはら台南地区を経由して潤井戸へと向かうちはら台南線が新設された。潤井戸線と比べ大回りな経路を取ることから潤井戸までの所要時間はこちらの方が長くなっている。
2012年10月より住宅団地「グリーンヒル」を経由するルートに変更される。
ちはら台の造成後、小湊鉄道がちはら台団地 - 五井駅線を開通したため、永吉入口 - 向井間は2社の並行区間となった。なお、小湊にも潤井戸という停留所があるが、この線の終点とはやや離れている。
2016年4月3日の運行をもって、全路線休止となった。

#### 郡境線、火の見線、吉野谷線

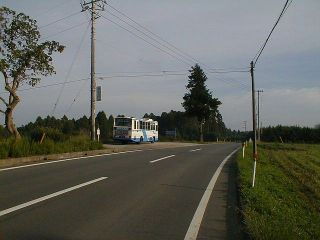
郡境

- 誉田駅 - 瀬又倉庫 - 東国吉 - 郡境 - 金剛地火の見（郡境線）
- 誉田駅 - 瀬又倉庫 - 東国吉 - 金剛地火の見 - 大椎町南 - 荻生 - 土気駅 - 大椎台団地（火の見線）
- 金剛地火の見→東国吉→吉野谷→市津支所→潤井戸（吉野谷線）

郡境線および火の見線は、誉田駅から瀬又倉庫まで潤井戸線と同じルートを走り、そのまま南下して市原市市東地区へ向かう路線である。郡境線は誉田駅と金剛地火の見の間を郡境を経由して結び、火の見線は誉田駅と大椎台団地の間を金剛地火の見・土気駅経由で結ぶ（郡境は経由しない）。ただし、火の見線のうち全線を通して運転するのは、大椎台団地発の早朝1便のみである。いずれも利用者は少ないが、沿線小中学校の通学手段として不可欠なこともあり、自治体の補助を受けて運行を維持している。なお、誉田駅 - 東国吉間は、千葉中央バスの中でも特に古い営業区間であり、東国吉停留所の前には千葉郊外自動車時代の車庫兼宿舎が店舗に転用されて現存する。
郡境線は、かつて誉田駅 - 茂原駅間を結んでいた茂原線を1996年に郡境で分割してできた路線である（郡境 - 茂原駅間は、その後1999年に休止）。当初は誉田駅 - 郡境間を往復していたが、2008年9月30日より郡境経由金剛地火の見発着に改められた。茂原線は、1935年の千葉郊外自動車設立と同時期に本千葉 - 誉田 - 茂原間で運転を開始した路線で、戦時休止をはさんで1971年まで千葉からの直通運転が続けられた。1987年には自由乗降制度が導入され、現在も金剛地二軒家 - 郡境間が対象区間となっている。
吉野谷線は、金剛地火の見発が片道のみ運転されるだけである。
2015年10月のダイヤ改正で土休日の運行が取りやめとなり、いずれの路線も平日のみの運行になった。
2016年4月1日の運行をもって、土気駅－大椎台団地以外の全ての区間が休止になった。

#### 千葉市内定期観光バス
- 千葉駅・千葉中央駅 - 千葉県立中央博物館 - 千葉市動物公園 - 千葉ポートタワー - 千葉県立美術館 - 幕張メッセ - 千葉中央駅・千葉駅

千葉市内の観光スポットをめぐる定期観光バスで、京成電鉄との共同運行だった。

#### 千葉駅東口エリア循環バス「C-bus」

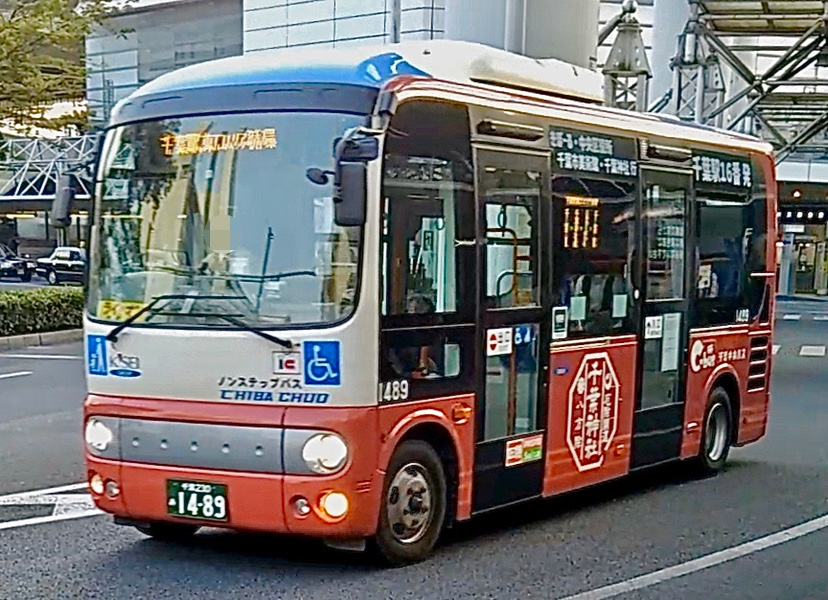
C-bus専用車（千葉神社ラッピング車両）

- C-bus専用車（千葉神社ラッピング車両）千葉駅東口16番乗り場 → 三井ガーデンホテル前 → 千葉市美術館前 → 千葉神社前 → 千葉駅東口21番降車場

千葉駅東口エリア循環バスは、千葉市中心市街地東口エリア循環バス運行協議会が主体となり、2017年4月1日から2020年11月30日まで運行していたコミュニティバスである。
千葉市が策定した「千葉駅周辺の活性化グランドデザイン」に則り、千葉市の補助金交付決定事業に指定されている。愛称は千葉市（Chiba）・中心部（City Center）・循環（Circulation）の頭文字を取って「C-bus」と命名された。
2016年11月30日、それまで千葉市中心街を賑わせていた千葉パルコが閉店し、千葉駅東口からパルコまで運行されていた無料送迎バスも廃止された。その後、地元商店街を中心としてバスの運行継続を求める声が相次いだことから、2017年1月に運行協議会が立ち上がり、同年4月1日より運行開始となった。
しかし、2020年初頭より世界各地で蔓延した新型コロナウィルスに起因する緊急事態宣言発令により、C-bus利用者数も激減し、5月1日より運行休止となり、運行を再開しても利用者数の回復が見込めない事から、11月30日をもって路線の廃止となった。
- 2017年1月10日：千葉市中心市街地東口エリア循環バス運行協議会設立。
- 2017年3月10日：路線免許認可。
- 2017年4月1日：運行開始。
- 2018年1月16日：ルート変更により、「千葉銀座通り」・「きぼーる前」・「千葉駅21番降車場」の3停留所を新設[17]。

- 2019年5月7日：中央区役所のきぼーる内への移転の為、「中央区役所・千葉市美術館前」停留所を「千葉市美術館前」に名称変更。
- 2020年5月1日：新型コロナウィルスによる緊急事態宣言発令を受け運行休止。
- 2020年12月1日：路線廃止[18]。

#### 都賀線

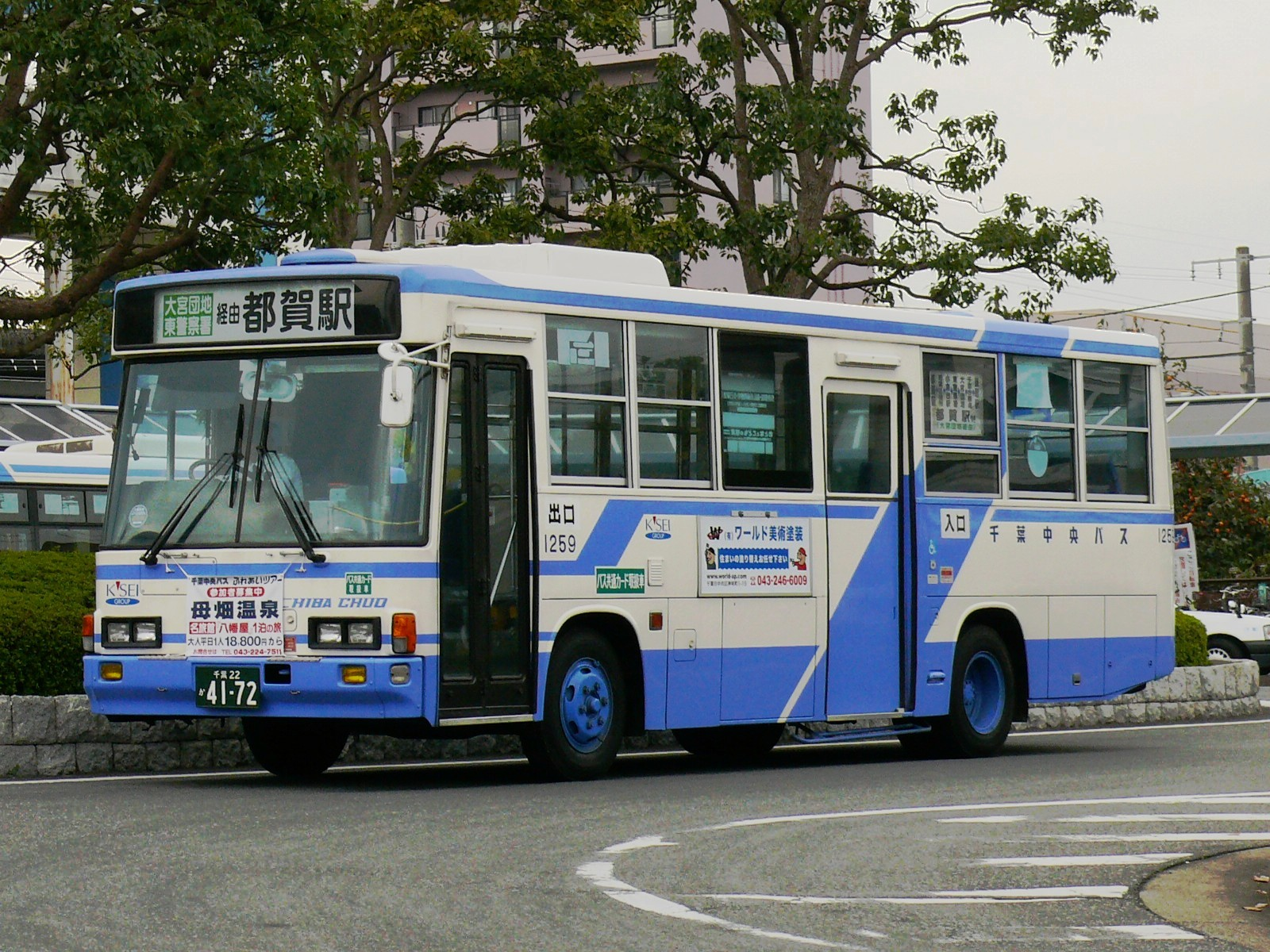
鎌取駅に停車中の都賀線の車両

- 鎌取駅 - 斎場入口 - 大宮市民の森 - 大宮団地 - 千城台高校 - 千城台北駅入口 - 東警察署 - 小倉台駅 - 桜木駅入口 - 都賀駅
- 鎌取駅 - 斎場入口 - 大宮市民の森 - 大宮団地
- 鎌取駅 - 斎場入口 - 千葉市斎場
- 赤井交差点 → 大宮市民の森 → 大宮団地 → 小倉町 → 小倉台駅 → 桜木駅入口 → 都賀駅（土休日初便のみ）

都賀線は、千葉市の政令指定都市化に先立って、若葉総合支所（のちの若葉区役所）への足として1989年4月3日に都賀駅 - 小倉町 - 大宮市民の森間で開通した路線であり、市の補助金によって運行されるいわゆる「区役所バス」のひとつである。当時、坂月橋以北は京成のエリアだったため、当初は同社との2社運行だったが、1997年以降は千葉中央バスが単独で運行している。現在、千城局線と空港連絡バスが使用している大宮市民の森折返場は、もともとこの線のために開設されたものである。
都賀駅 - 大宮市民の森間は、開通当初から1時間に1本弱の運行であったが、1992年に延長された鎌取側の本数は1日数本程度と少なく不便であった。大宮団地の住民からは買い物に便利な鎌取行きの増便を求める声が上がり、2001年ころには大宮台公園 - 鎌取駅間において買い物バスの試験運行も行われた。また2005年には緑区平山町に千葉市斎場が完成し、最寄りの鎌取駅からバスを運行する必要が生じた。これらを背景に同年6月1日より都賀線のルートが斎場経由に変更され、ほぼ全便が鎌取駅に乗り入れる運行に改められた。これにより、大宮団地 - 鎌取駅間は大幅な増便となった。
また同時に、坂月小学校から千城台駅方向への新道が開通したことを踏まえ、坂月小学校 - 小倉台三丁目間を千城台経由で迂回させるルート変更も行われた。その結果、周辺から千城台のコミュニティセンター、図書館などの公共施設や商業施設にアクセスできるようになり、千城台 - 若葉区役所間のバスルートも確保された。一方、土休日の午後を中心に鎌取駅 - 斎場間の折り返し便が設定され、その時間帯には従来終日乗り入れていた都賀駅側の運行が取りやめられた。また、赤井寮（現：赤井交差点）・川戸町南・小倉町停留所にはほとんどの便が通らなくなり、小倉町停留所の代替として近隣に千葉中央バスの西小倉停留所が新設された。
2008年9月1日より、鎌取駅 - 都賀駅間の便は千葉市斎場への乗り入れが中止された。また、2009年2月から鎌取駅 - 大宮団地間の折り返し便が設定されている。
2023年10月1日より、大幅に本数が削減され、鎌取駅 - 都賀駅間の便は早朝1便、鎌取駅 - 大宮団地間の折り返し便は午前11時台に2便、鎌取駅 - 斎場間の折り返し便は午後12時台に1便のみとなった。
2024年3月31日、後述する千葉中線とともに路線廃止。

#### 千葉中線
- 誉田駅北口 - 平川 - 千葉中 - 上大和田 - 土気駅 - 大椎台団地
- 誉田駅 - 高田 - 千葉東霊苑

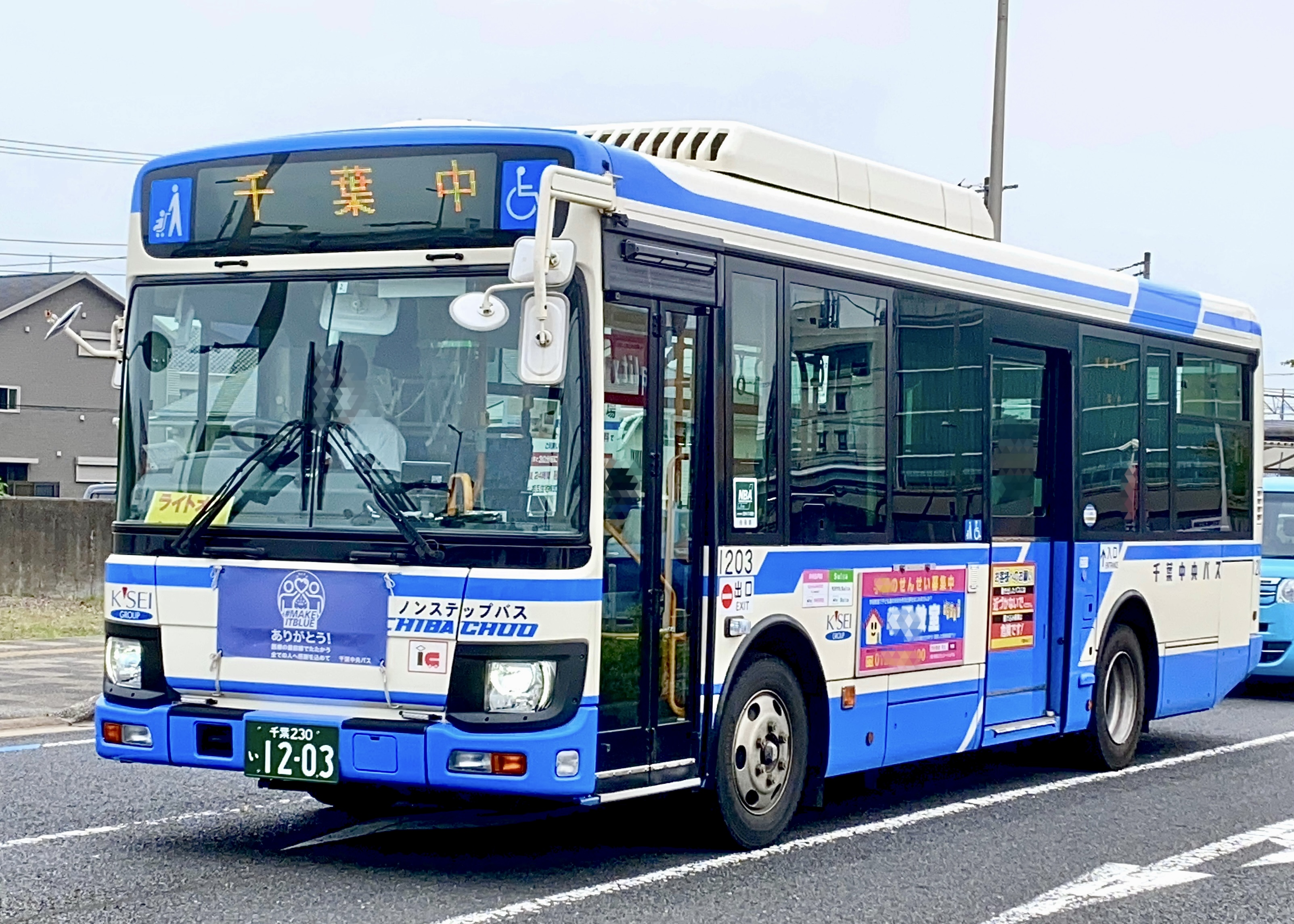
千葉中線

千葉中線は、誉田駅・土気近辺から北へ向けて走るローカル路線の総称である。2008年9月30日より新設された誉田駅北口ロータリーを発着するようになった。もともと、誉田 - 高田方面、誉田 - 千葉中方面、土気 - 千葉中方面の3系統がそれぞれ別々に運行されていた。
このうち千葉中方面に向かう便は、かつて誉田・土気両駅から東金街道の本郷台まで運行しており、平川や下大和田で折り返す便もあった。また高田方面の便は、泉公園の前を通って東金街道の野呂まで運行されていたことがあり、下新田入口、千葉東霊苑入口、千葉東霊苑と、たびたび終点が変わっている。現在は誉田駅を出ると西側の踏切を渡っているが、かつては東側にあった踏切を渡り、八幡前（現・誉田東小学校付近）から西にルートを変えて高田方面に向かっていた。
2016年4月1日の運行をもって、『千葉東霊苑 - 高田 - 誉田駅北口』便はお彼岸やお盆の多客期のみの臨時便となり、2017年3月の春の彼岸より、季節限定で無料送迎バスの運行を開始したため当社便は運行されなくなった（千葉海浜交通〈現・京成バス千葉セントラル高浜営業所〉が受託）。
2022年7月15日の最終便をもって、誉田駅北口・土気駅北口始発千葉中行きの運行を終了し、大椎台団地～土気駅のみ運行となった。これにより、誉田駅北口を発着する路線バスは全便廃止となった。
2023年10月1日より、大椎台団地～土気駅の便は1日1.5往復のみとなった。
2024年3月31日、前述の都賀線とともに路線廃止。

#### 深夜バス
- 千葉みなと駅→千葉駅→坂月→大宮市民の森→大高町→創造の杜→あすみ大通り南→あすみが丘東五丁目→土気駅（深夜バス）

東金線の深夜バスを延長する形で、大宮団地から外房有料道路を経由し、土気地区へと向かう路線。外房有料道路（平山IC～誉田IC）を経由するため、鎌取駅、誉田駅は経由しない。
- 2011年12月22日：運行開始。
- 2022年3月12日：ダイヤ改正に伴い、運行終了（深夜バスのため、最終運行は3月12日0時10分発）[21]。

### 高速バス

#### 君津線
- 千葉駅 - 県庁 - 青葉の森スポーツプラザ - 君津バスターミナル - 東京湾フェリー（金谷港）

2004年12月22日に運行を開始した路線で、千葉駅を起点に京葉道路、館山道、君津バスターミナルを経て金谷港の東京湾フェリーまで結び、便数の3分の1は途中の君津バスターミナル止まりであった。日東交通、天羽日東バスとの3社共同運行であったが、利用者は少なく、2005年9月16日に廃止された。わずか9ヶ月という短命の路線であった。

#### 鎌取 - 成田空港線
- 鎌取インター（鎌取車庫） - 鎌取駅北口3番乗り場 - 誉田駅南口1番乗り場 - 大高町 - 大椎台団地入口 - 創造の杜 - 土気高校 - 成田空港（第1・第2ターミナル）

2012年12月13日開業。成田空港交通との共同運行。2014年3月31日限りで運行休止。

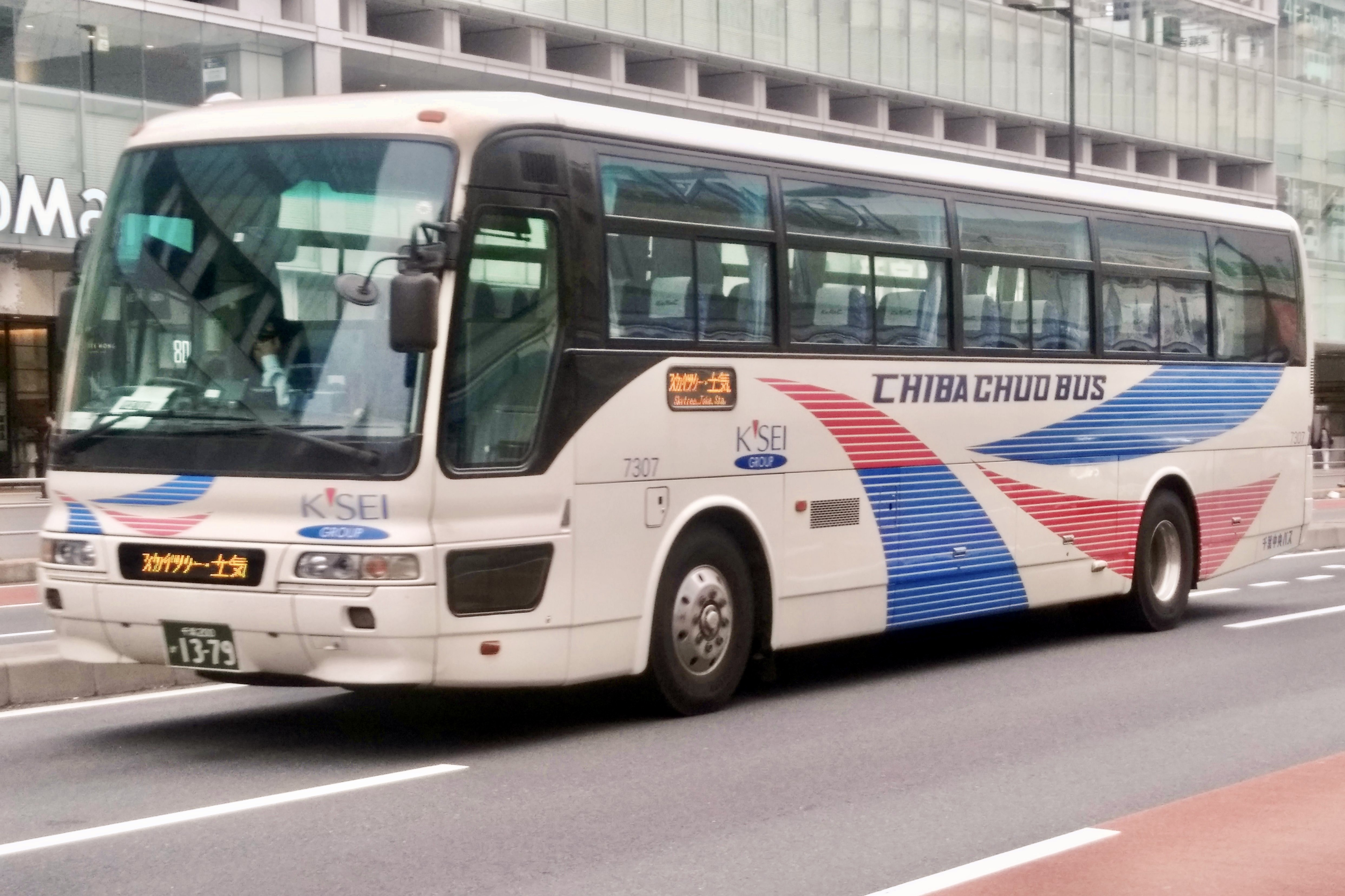
バスタ新宿前を走行する千葉中央バス7307号車（2018年10月13日撮影）

#### 新宿線
- 千葉営業所 → 鎌取駅 → （無停車） → 松ヶ丘 → （無停車） → バスタ新宿

2012年8月5日運行開始。松ヶ丘停留所を出発すると千葉駅には向かわず、京葉道路松ヶ丘インターチェンジから首都高速7号線錦糸町ランプに向かっていた。2015年1月16日に伸び悩む乗客数改善を目的にダイヤ改正を行い、同時に千葉県がんセンター・県庁前・千葉駅を経由するルート変更も実施された。バスタ新宿 - 東京スカイツリータウン間の乗車も可能であるが、千葉県内バス停相互間の乗車はできない。トイレ付き車両で運行している。
2019年2月28日より日中の土気駅発スカイツリータウン経由便を廃止し、千葉営業所発の1便のみに減便。復路は大網駅まで延長した上で深夜急行バスとして新たに系統を新設した。
路線再編前の経路は以下のとおり。
- 土気駅南口 - 誉田駅 - 鎌取駅 - 千葉営業所 - 千葉県がんセンター - 松ヶ丘 - 県庁前 - 千葉駅 -  東京スカイツリータウン前 - バスタ新宿（2016年4月4日までは新宿高速バスターミナル）

京王バス側の路線名は「新宿土気線」。2012年の開業当初は、京王バス東・調布営業所、京王バス南・南大沢営業所との共同運行であった。京王側では2013年に京王バス南が撤退して京王バス東のみの担当となった。
2016年4月4日のバスタ新宿開業までは、新宿駅西口のヨドバシカメラ本店前に存在した新宿高速バスターミナル発着であった。2016年9月30日をもって京王バス東が運行から撤退し、千葉中央バスの単独運行となった。
- - 2012年8月5日：京王バス東、京王バス南との共同運行による運行開始[22]。
  - 2013年7月1日：京王バス南が撤退、京王バス東との共同運行となる。
  - 2015年1月16日：ルート変更を伴うダイヤ改正を実施。
  - 2016年4月4日：新宿駅の発着停留所を、西口の京王新宿高速バスターミナルからバスタ新宿に変更[25][リンク切れ]。
  - 2016年10月1日：京王バス東が共同運行から撤退し、千葉中央バスの単独運行となる。
  - 2018年12月31日：回数券の販売を終了。
  - 2019年2月27日：土気駅発スカイツリータウン経由便を廃止[26]。
  - 2020年4月15日：運行休止[27]。

#### 深夜急行バス 新宿 - 大網線
- バスタ新宿 → （無停車） → 天台駅 → 作草部駅 → 千葉駅 → 松ヶ丘 → 千葉県がんセンター → 鎌取駅 → 誉田駅 → 土気駅 → 大網駅
  - 2019年3月1日（28日深夜）運行開始。高速バス土気 - 新宿線から分離され深夜急行バスとして系統新設。新たに土気駅 - 大網駅間を追加し、松ヶ丘 - 大網駅間は東京線と同一ルートとなる[28]。

- - 2020年4月15日深夜をもって、運行休止[27]。

## 車両

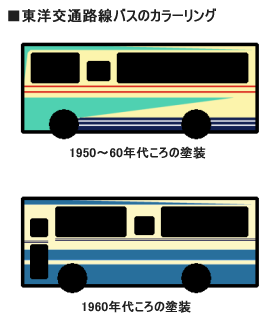
東洋交通時代の車体塗装

千葉中央バスでは、路線用に主にいすゞ自動車の車両を導入している。車体は純正（いすゞバス製造）のほか、平成14年度までは富士重工業製も導入していた。
高速用・貸切用はかつては三菱ふそう製のエアロシリーズで統一されていたが、近年においては高速車に日野・セレガ、貸切車にいすゞ・ガーラの導入があり、今後も導入が見込まれる。京都線夜行バス専用のエアロエースのみスーパーハイデッカー、あとはすべてハイデッカー車となっている。高速車は夜行用と一部を除いて乗降扉が折戸仕様で、貸切車はスイングドアである。また夜行用のエアロエースと予備車のエアロクィーン、および一部の高速車はトイレ装備となっている。2016年11月12日にリフト付き観光バスが1台導入された。
その他、千葉市から受託しているコミュニティバス専用車として三菱ふそう・エアロミディMEが所属している。
また市原臨海地区に所在する企業の企業輸送専用車については、2017年4月からそれぞれの企業において管理されることとなったため当社所属ではなくなった（運行乗務員は当社が担当）。
一般路線用大型車は、富士重工製の生産終了後はノンステップ車、ワンステップ車ともにホイールベースが短いL尺とホイールベースが長いN尺が導入されている。千葉営業所配置のノンステップ車については千城局線や川戸線、リハビリ線など狭隘路線での運用を考慮しL尺のみ、大野台営業所配置車は管内の道路事情が良好であるためN尺が導入されている。ワンステップ車は千葉営業所にN尺が配置されており、その収容能力から通勤通学の利用客が非常に多く、運行ルートの道路が整備されたちはら台路線用に導入されて優先的に配車されている。
一般路線用の中型車は全車いすゞ・エルガミオに統一されており、比較的利用者が少なく狭隘路を走行する路線で使用している。ワンステップとノンステップの双方が導入されているが、特に運用に限定はされていない。かつてはいすゞ・ジャーニーKが多数所属していた。
一般路線用小型車は、いすゞ・ジャーニーJ（車椅子乗降リフト付き）が2005年から導入されており、誉田駅を起点としたローカル各線や平山線など特に利用客の少ない路線で運用されている。さらにその代替と千葉駅東口エリア循環バス開業に伴い日野・ポンチョが導入され今後も増備される見込みである。2001年にマイクロバス（三菱ふそう・ローザ）が千葉・誉田各営業所に数台配置され、特に利用者の少ない都賀線、松ヶ丘線の千葉駅 - ポートタワー間、平山線などで使用されていたが、老朽化や乗降扉が運転席から離れているなど運行上の不都合もあり、現在はエルガミオとジャーニーJに置き換えられた。
特定輸送用は日産・シビリアン、三菱ふそう・ローザが在籍しており、両車ともカタログカラーである。一時期は日野・メルファが在籍していたことがあるが、これは東京ベイシティ交通からの移籍車で、塗装もベイシティ交通時代のままで使用されていた。
最近の導入車両では、希望ナンバーにより登録番号と車号を同一にしているため、登録番号が希望番号の車両は比較的新しい車両であることが分かる。
一般路線バスのボディカラーは、もともとクリーム色に水色、濃紺、赤を配した東洋バスのかつての塗装と同じものであったが、東洋交通時代の末期にアイボリーに紺色の帯を巻いた直線的なデザインに変わった。またこの間のわずかな期間ではあるが、アイボリー、水色、青の3色を用いた東京の志村観光バスとよく似た塗り分けの車両が使われていたこともある。さらに1990年代に入るころから、現行の白地にパープルブルーのストライプを大胆に配したデザインに順次塗り替えられた。なお、あすみが丘線を走る車両の一部には独自のカラーリングが施されていたことがあったが、現在は廃車され見ることはできない。
観光バス、高速バス車両のデザインには、当初は京成グループ共通のいわゆる「KaNaCカラー」が採用されていたが、その後ニューカラーが制定された後は既存車も塗り替えたため、現在はすべてニューカラーとなっている。

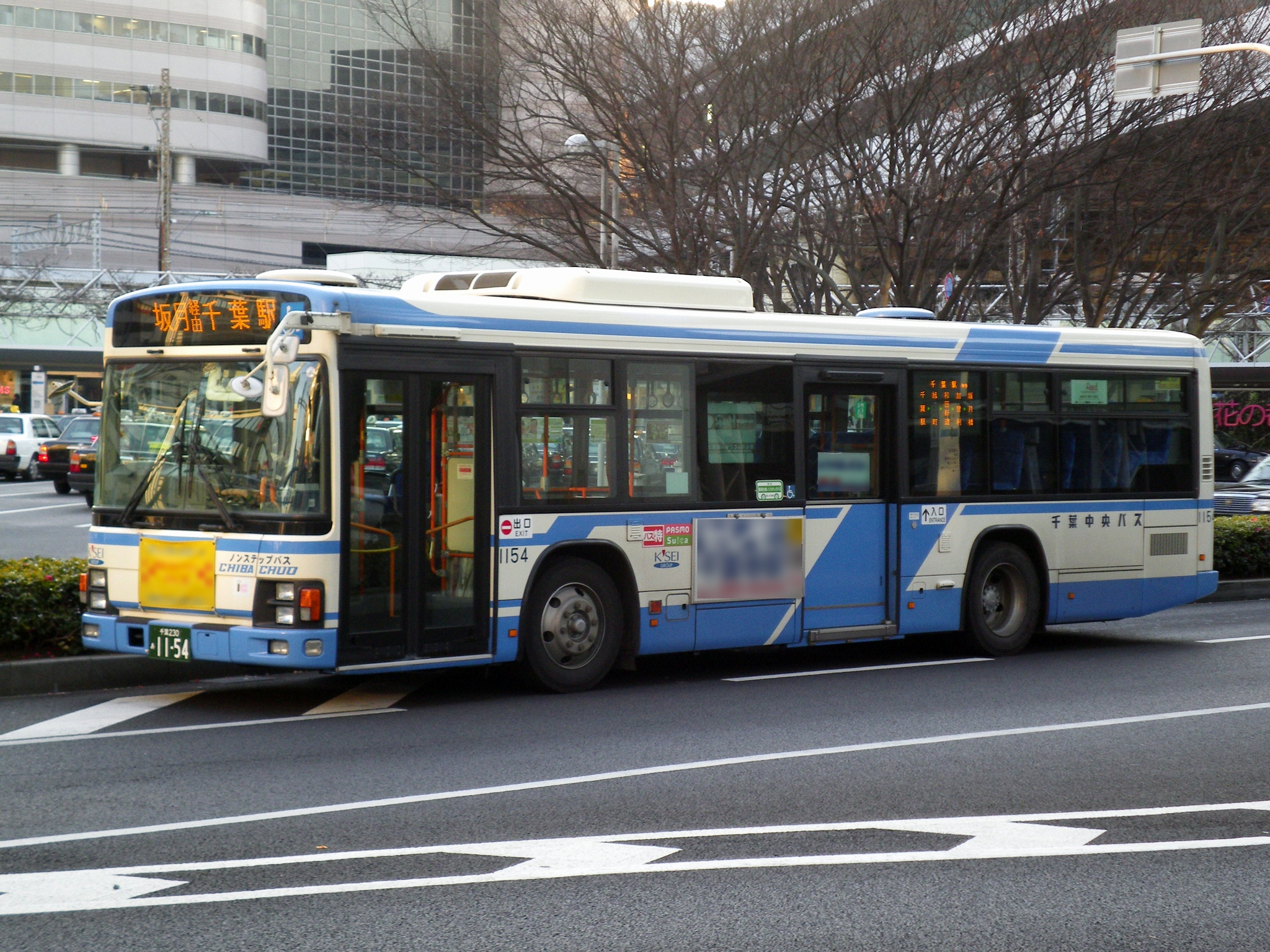
ノンステップバス（いすゞ・エルガ）
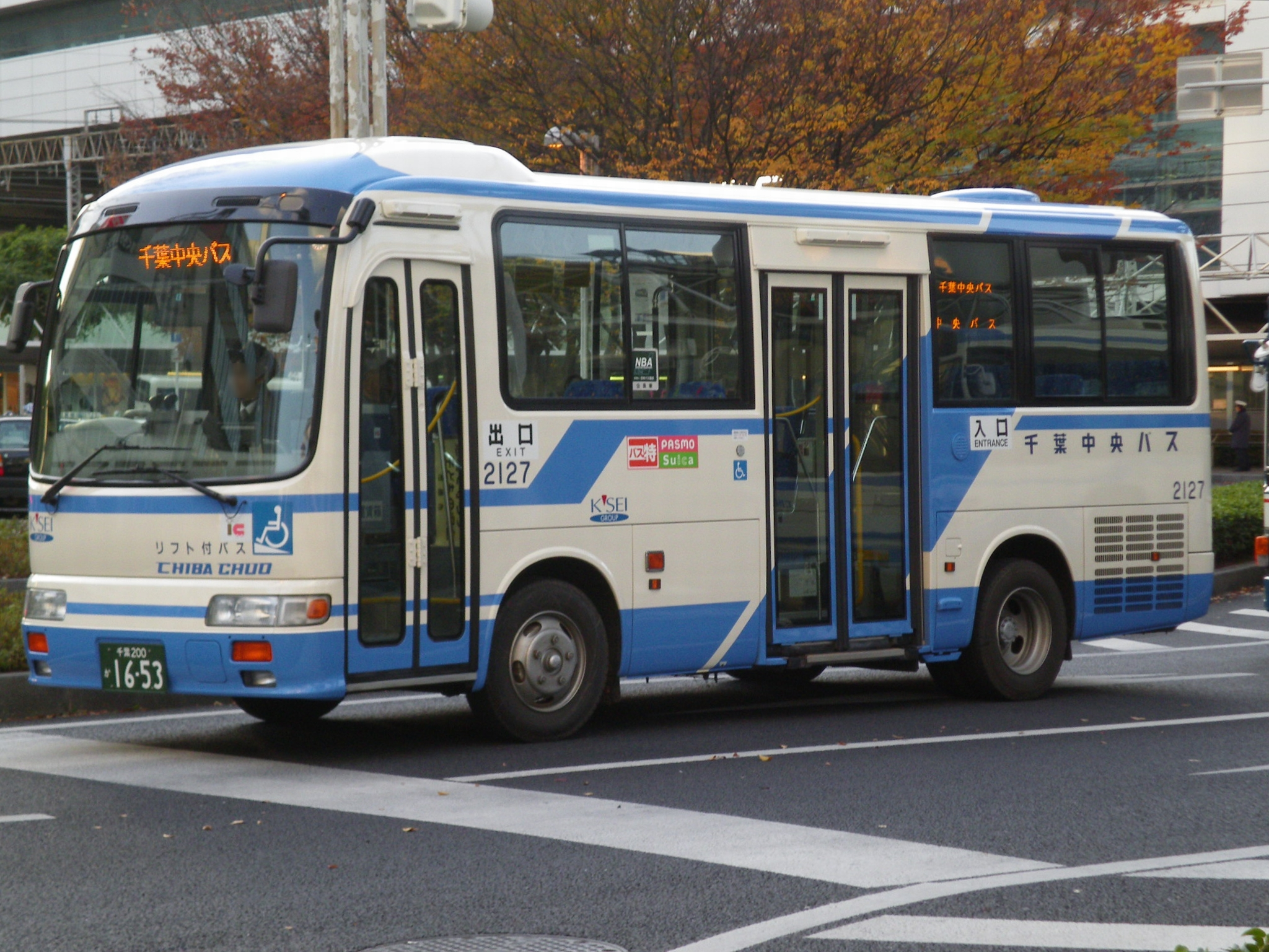
リフト付き小型車（いすゞ・ジャーニーJ）
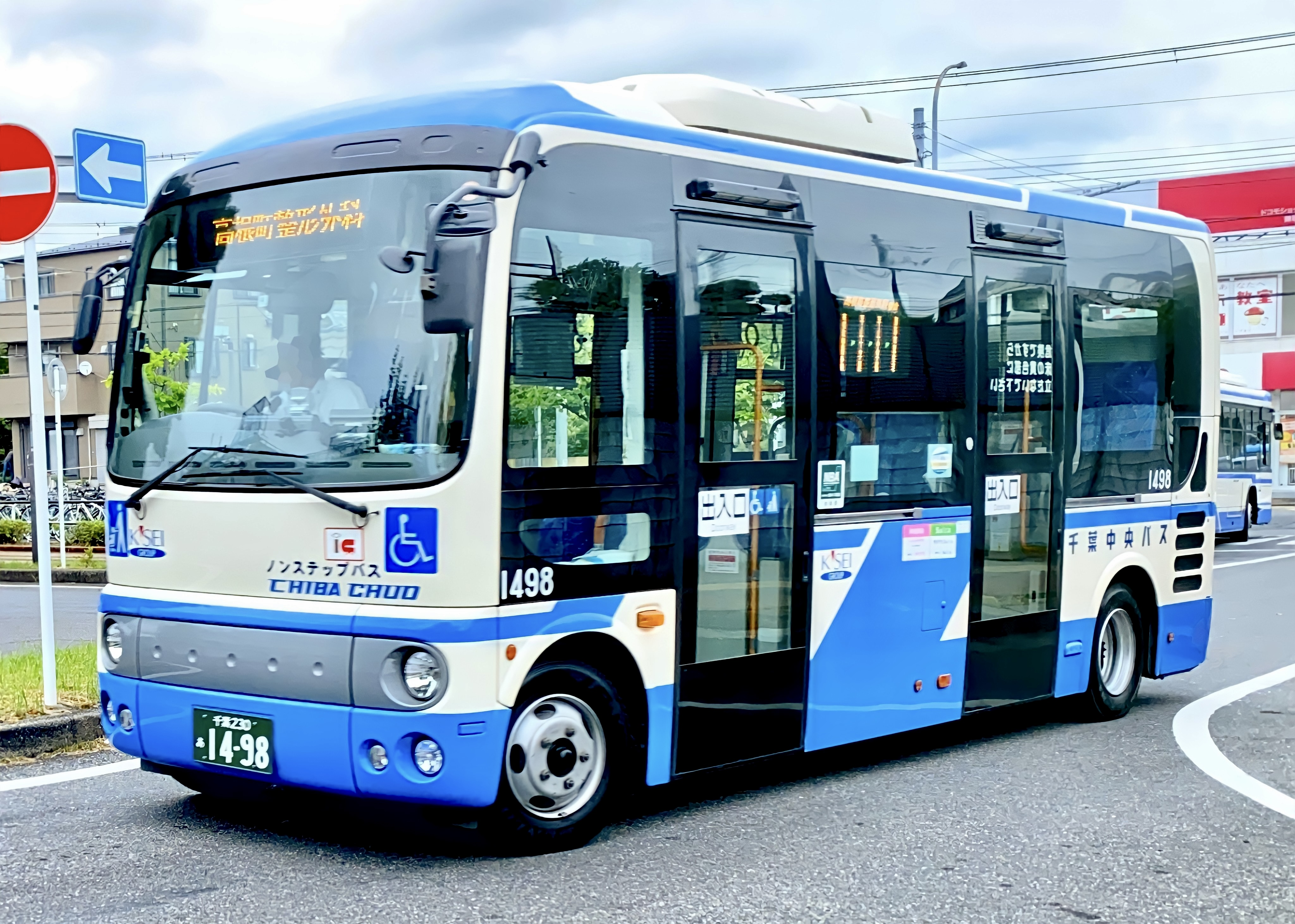
ノンステップ小型車（日野・ポンチョ）
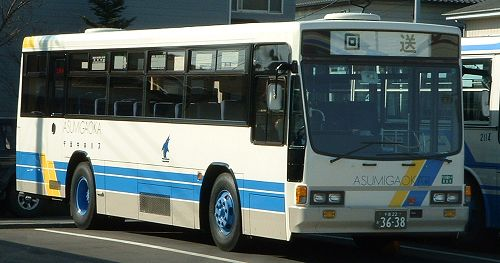
あすみが丘線専用車
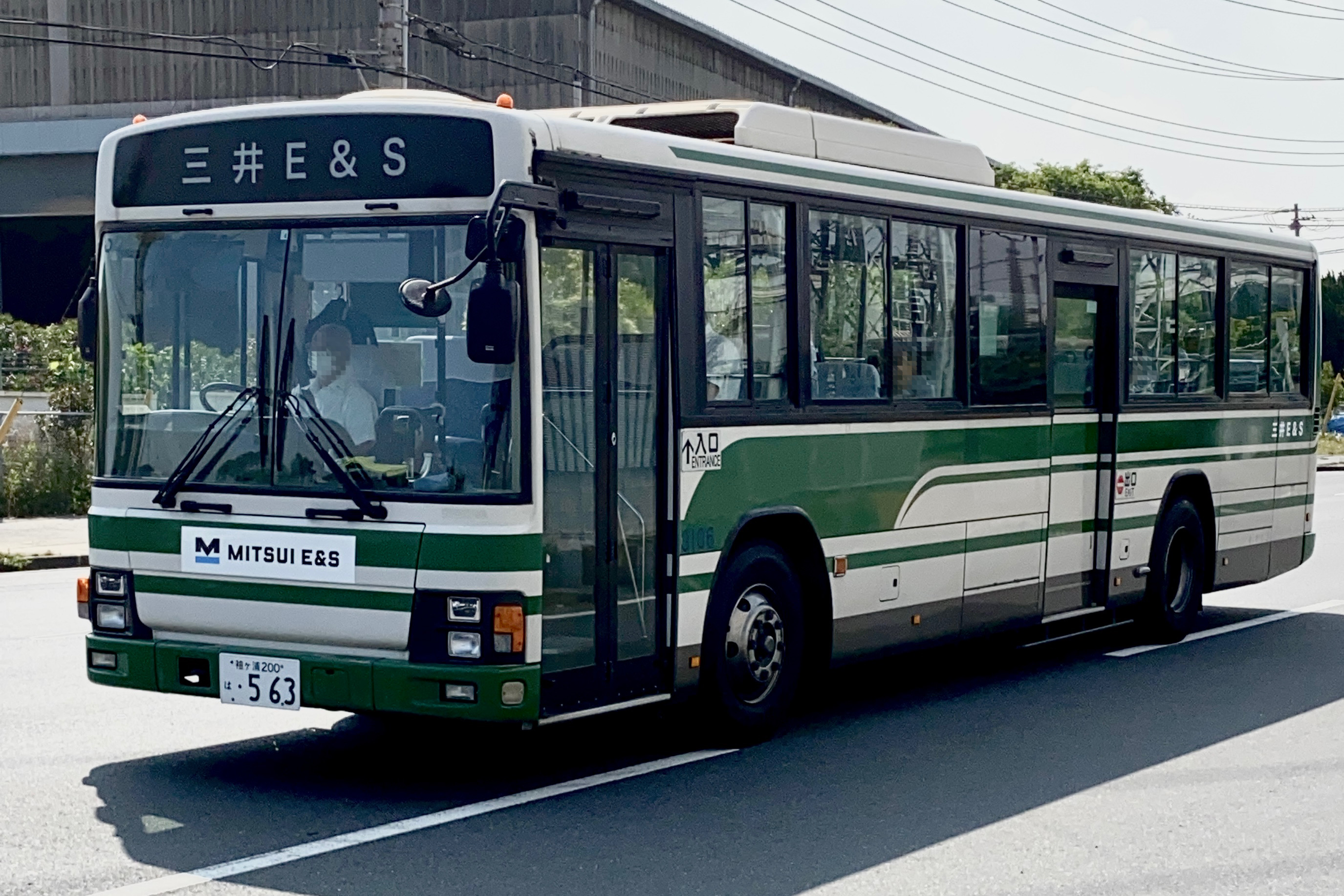
三井E&Sの企業送迎に充当される3106号車